# Amazilia distans
El diamante de Táchira o diamante de Wetmore (Amazilla distans) es una especie inválida de ave apodiforme de la familia Trochilidae —los colibríes—.
Fue descrito en 1956 por Alexander Wetmore y William  Henry Phelps, Jr. como una nueva especie a partir de un espécimen capturado en las estribaciones de la cordillera de los Andes, en el estado Táchira, Venezuela. Actualmente se le considera un híbrido  entre el diamante de cabeza parda (Chionomesa fimbriata) y el zafiro gorgiblanco (Chlorestes cyanus).